# Teodoro Orozco
Teodoro Orozco (* 22. Oktober 1963 in Apatzingán, Michoacán bzw. in Concordia, Coahuila) ist ein  mexikanischer Fußballtrainer und ehemaliger -spieler auf der Position eines Verteidigers.

## Leben
Seine erste Saison in der Primera División war zugleich die erfolgreichste während seiner gesamten Laufbahn, denn 1982/83 gewann er mit dem Puebla FC die Meisterschaft.
Nach diesem Triumph wechselte er zu den Freseros de Irapuato, die fortan sein „Hauptverein“ werden sollten. Hier spielte er zunächst bis 1990 und hier beendete er in der Saison 1994/95 seine aktive Laufbahn. Dazwischen spielte er vier Jahre lang für die Rayadas de Monterrey, mit denen er 1992 die Copa México und 1993 den CONCACAF Cup Winners Cup gewann.
Auch nach seiner aktiven Laufbahn war er für Irapuato zunächst zwischen 2007 und 2009 als Assistenztrainer und anschließend für einige Monate als Cheftrainer tätig. Nachdem er 2011 kurzzeitig den Drittligisten Bravos de Nuevo Laredo betreut hatte, kehrte er für die Saison 2012/13 erneut zum Zweitligisten Irapuato zurück.

## Erfolge
- Mexikanischer Meister: 1982/83 (mit Puebla)
- Mexikanischer Pokalsieger: 1991/1992 (mit Monterrey)
- CONCACAF Cup Winners Cup: 1993 (mit Monterrey)